# Institute for Historical Review
Institute for Historical Review (IHR) (svenska: Institutet för historisk översyn) grundades år 1978 och beskriver sig själv som ett center som arbetar för ökad historisk medvetenhet. Kritiker hävdar att det är en ledande organisation för förintelseförnekare. Institutet hävdar att det med sin forskning inte söker rentvå någon ideologi (se nazism). Institutet beskriver sig som antisionistiskt. Chef för institutet är Mark Weber, som började arbeta där 1991.